# Heather Moyse
Heather Moyse (ur. 23 lipca 1978 w Summerside) – kanadyjska sportsmenka uprawiająca rugby union, bobsleje i kolarstwo torowe, złota medalistka olimpijska w bobslejowych dwójkach z igrzysk w Vancouver i Soczi.

## Sport
Od najmłodszych lat interesowała się sportem, jeszcze przed rozpoczęciem nauki szkolnej uczestnicząc w zajęciach z gimnastyki i łyżwiarstwa figurowego. Dwukrotnie została wybrana najlepszą sportsmenką roku w Three Oaks Senior High School w rodzinnym Summerside za występy w piłce nożnej, koszykówce, rugby i lekkoatletyce. Część osiągniętych przez nią wówczas wyników pozostaje rekordami prowincji.
Reprezentowała University of Waterloo w trzech sportowych dyscyplinach, najkrócej – przez rok – w piłce nożnej. Grając w rugby union przez dwa lata była wybierana do uniwersyteckiej kadry kraju, a z uczelnią zdobyła zaś srebro w rozgrywkach Ontario University Athletics i brąz w Canadian Interuniversity Athletic Union, indywidualnie zaś została wybrana do zespołu All Stars tego drugiego. Podczas czteroletnich występów lekkoatletycznych uzbierała dziesięć medali OUA oraz dwa podczas zawodów CIAU, dodatkowo w 2000 roku zdobyła z uniwersytetem trzecią pozycję w zawodach OUA, będąc wybrana ich najlepszą biegaczką. W tym samym roku została najlepszym sportowcem uczelni oraz przyjęta do hali sław University of Waterloo. Pozostaje również rekordzistką uniwersytetu w części konkurencji biegowych oraz skoku w dal.
W latach 1997 i 2001 startowała w lekkoatletycznych zawodach podczas Canada Games.
Jest członkinią kanadyjskiej reprezentacji w rugby union od 2004 roku, rok później zaczęła rywalizować w bobslejach, w 2011 roku rozpoczęła zaś treningi kolarskie.
Gdy w 2001 roku skontaktowali się z nią przedstawiciele reprezentacji bobslejowej, zawodniczka odmówiła udziału w przygotowaniach do igrzysk w Salt Lake City, działacze jednak ponowili próbę cztery lata później. Po czterech miesiącach treningów i zdobyciu mistrzostwa Kanady oraz drugiego miejsca w klasyfikacji łącznej Pucharu Świata 2005/2006 wraz z Helen Upperton zajęła w Turynie czwarte miejsce ze stratą 0,05 s do brązowych medalistek, na igrzyskach w Vancouver triumfowała zaś w rywalizacji dwójek z Kaillie Humphries jako pilotem. Rok później zdobyły też pierwszy w historii Kanady medal w mistrzostwach świata, dokładając następnie kolejny brąz w konkurencji mieszanej. Odnosiła też sukcesy w zawodach zaliczanych do punktacji Pucharu Świata, po raz drugi zdobywając srebro klasyfikacji generalnej w sezonie 2009/2010.
Z kanadyjską reprezentacją rugby union uczestniczyła w dwóch Pucharach Świata: w 2006 i 2010, podczas obu przodując w klasyfikacji zdobytych przyłożeń, wcześniej występując w kadrze U-23. Z kolei w reprezentacji rugby 7 po raz pierwszy pojawiła się w 2008 roku na turnieju Hong Kong Women’s Sevens. Uczestniczyła też w cyklu IRB Women’s Sevens World Series, debiutując w turnieju Amsterdam Women’s Sevens 2013. W 2013 roku znalazła się w kadrze rugby 7 na moskiewski Puchar Świata, w którym Kanadyjki w finale uległy Nowozelandkom. W ogólnokrajowych rozgrywkach National Women’s League reprezentowała zespół Ontario, zaś w regionalnych klub Toronto Scottish.
Jej pierwszy kontakt z kolarstwem nastąpił w połowie 2011 roku jako forma rehabilitacji po kontuzji kostki. W 2012 roku wystartowała w mistrzostwach Ameryki w kolarstwie torowym, plasując się na czwartej pozycji w wyścigu na 500 metrów.
Wśród otrzymanych przez Moyse wyróżnień znajdują się nagrody dla najlepszego sportowca Ontario oraz trzykrotnie Wyspy Księcia Edwarda. W 2016 roku została natomiast przyjęta do World Rugby Hall of Fame.
Na ZIO Soczi 2014 ponownie triumfowała razem z Kaillie Humphries w konkurencji bobslejowych dwójek.

## Varia
- Ma dwoje rodzeństwa – siostrę Heidi i brata Waltera[4][12].
- Ukończyła kinezjologię na University of Waterloo oraz terapię zajęciową na University of Toronto[12].
- Była członkiem sztafety olimpijskiej w 2010 roku[36].
- Komentowała turniej NACRA Sevens 2012[37][38].